# كوبو آبي
كوبو آبي (باليابانية: 安部公房) (7 مارس 1924 – 22 يناير 1993) أديب وكاتب مسرحي ومصور فوتوغرافي ومخترع ياباني.

## السيرة الذاتية
وُلد في كيتا، طوكيو يوم 7 مارس/آذار 1924، انتقلت أسرته إلى منشوريا  عندما كان عمره ثمانية أشهر فقط، وسكنوا في شنيانغ، حيث كان والده يعمل طبيبًا. عاد إلى طوكيو بمفرده في عام 1940 للدراسة في مدرسة سيجو غاكوئين الثانوية، وبدأ دراسة الطب في جامعة طوكيو الإمبراطورية في عام 1943، وتخرج منها عام 1948. نشر ديوان شعر بعنوان «قصائد لشاعر غير معروف» عام 1947. كانت روايته الأولى التي صدرت في عام 1948 «نحو علامة نهاية الطريق» رواية فلسفية معقدة متأثرة بشدة بذكريات أحد أصدقائه الذي مات في منطقة منشوريا. والتي أرست دعائم شهرته. فاز بجائزة أكوتاغاوا عن مجموعته الأدبية «كابي (الجدار)» في عام 1951 والتي تتضمن قصصًا عن رجل فقد اسمه وآخر تحول إلى شرنقة. 
كان ينتمي ككاتب مسرحي وروائي إلى حركة الطليعة، لكنه لم يكن قد حظي بشهرة خارج اليابان، إلى أن نشر روايته «امرأة في الرمال» عام 1962، حيث حصلت الرواية على جائزة أفضل كتاب أجنبي في فرنسا عام 1967. 
وفاز الفيلم المقتبس من الرواية بجائزة لجنة التحكيم الخاصة في مهرجان كان السينمائي. في الستينات تعاون مع المخرج هيروشي تيشيغاهارا في تحويل بعض أعماله إلى أفلام سينمائية وهي: المازق – امرأة في الكثبان – وجه الآخر – خريطة مدمرة.
وكان الأديب الياباني الحاصل على جائزة نوبل كنزابورو أوي من أصدقائه. وقال عنه أن رواياته تضارع في عظمتها روايات كافكا وفوكنر. وقال حين حصل على جائزة نوبل أن آبي يستحق أيضا نيل هذه الجائزة، وكان آبي قد رشح فعلا لنيلها عدة مرات. وقد شبّه النقاد أسلوبه الواقع تحت تأثير الحداثة بأسلوب ألبرتو مورافيا.
توفي كوبو آبي في 22 يناير/كانون الثاني 1993.

## من أعماله
- قصائد لشاعر غير معروف
- نحو علامة نهاية الطريق (1948)

أول رواية كتبها. في عام 1965 صدرت طبعة منقحة للرواية حيث غيّر الإهداء الأصلي الذي كان "إلى صديقي الراحل كاناياما توكيو" ليصبح "إلى صديقي الراحل".
- الجدار (1951)

مجموعة قصص حول رجل فقد اسمه وآخر تحول إلى شرنقة.
- وحوش متجهة إلى الوطن (1957)

رواية عن مغامرات صبي يذهب إلى اليابان بعد انهيار دولة منشوريا العميلة "مانشوكو" مع دخول القوات السوفياتية إليها في عام 1945.
- امرأة في الرمال (1962)

رواية حول رجل يأتي إلى قرية ساحلية للبحث عن الحشرات، فيُحاصر في كوخ في حفرة رملية، ويضطر للعيش مع امرأة هناك.
- وجوه الآخرين (1964)
- هروب الحلم (1968)

مجموعة قصص من أعماله المبكرة.
- بيان العصر الجليدي الرابع.
- الرجل الذي تحول إلي عصي.
- أصدقاء.
- الكنغر الدفتري.
- امرأة في الكثبان.
- خريطة مدمرة.

## وصلات خارجية
- كوبو آبي على موقع أرشيف الشارخ.
- كوبو آبي على موقع IMDb (الإنجليزية)
- كوبو آبي على موقع الموسوعة البريطانية (الإنجليزية)
- كوبو آبي على موقع ميوزك برينز (الإنجليزية)
- كوبو آبي على موقع أول موفي (الإنجليزية)
- كوبو آبي على موقع قاعدة بيانات الأفلام السويدية (السويدية)
- كوبو آبي على موقع قاعدة بيانات الفيلم (الإنجليزية)

- كوبو آبي  على قاعدة بيانات الخيال التأملي على الإنترنت